# Teonimanu
Teonimanu oder Teonimenu, gelegentlich verkürzt auch Teo genannt, ist eine Phantominsel in der Gruppe der Salomonen im südwestlichen Pazifik. Die Existenz der Insel ist zweifelhaft, obwohl sie in der mündlichen Überlieferung der Ureinwohner der Salomonen vorkommt.
Patrick D. Nunn, Professor für Geografie an der University of the Sunshine Coast in Queensland (Australien), vermutet, die Insel habe einst tatsächlich existiert und sei in historischer Zeit durch seismische Aktivitäten unter dem Meeresspiegel versunken. Lark Shoal, ein untermeerisches Riff, ist möglicherweise ein Überrest der Insel.

## Die Legende
Da die Ureinwohner der Salomonen keine Schrift kannten, wurden Überlieferungen mündlich von Generation zu Generation weitergegeben. Legende und Wahrheit sind daher schwer voneinander zu trennen. Die früheste Aufzeichnung der Sage vom Untergang der Insel Teonimanu stammt von dem anglikanischen Missionar und Literaturwissenschaftler Charles Eliot Fox (1878–1977), der viele Jahre auf den Salomonen und anderen Inseln Melanesiens als Lehrer tätig war.
Nach dessen Aufzeichnungen begann das tragische Schicksal, das zum Untergang von Teonimanu führte, mit einem großen Fest, an dem Roraimanu, Häuptling der heute unbewohnten Insel Aliʻite, der nördlichsten der Olu-Malau-Inseln, mit seinen Frauen Paakeni und Sauwete teilnahm. Auf dem Fest lernte Sauwete einen jungen Mann mit Namen Kalitaalu kennen, mit dem sie eine Nacht verbrachte. Sauwete plante, ihren Mann zu verlassen und zu ihrem Geliebten zu fliehen. Sobald Raraimanu abwesend war, stahl sie die acht zauberkräftigen Angelhaken ihres Mannes und floh in Kalitaalus Haus auf der Insel Teonimanu. Als Roraimanu zwei Tage später zurückkehrte, ärgerte er sich nicht so sehr darüber, dass seine Frau ihn verlassen hatte, sondern mehr noch über den Verlust der Angelhaken, mit denen er viele Thunfische gefangen hatte. Er sandte einen Boten zu Kalitaalu mit der Forderung, die Angelhaken zurückzugeben, um einen Krieg zwischen den Inseln zu vermeiden. Doch Kalitaalu weigerte sich. Darüber war Roraimanu so erzürnt, dass er vier Schnüre Muschelgeld nahm und damit zu Hualualuaikau, einer mächtigen Magierin, ging, um von ihr einen Schadenzauber zu kaufen. Aber sie lehnte das Geld ab und verlangte als Belohnung nur einen aus der Schale einer (Tridacna-)Muschel gefertigten Meißel. Dafür gab sie ihm acht Blätter des Drachenbaumes (wahrscheinlich Dracaena angustifolia), acht Kokosnüsse und acht Hundezähne. Wie ihm die Zauberin geraten hatte, vergrub Roraimanu des Nachts je vier der magischen Gegenstände auf Teonimanu, die restlichen versenkte er vor der Insel im Meer. Danach kehrte er nach Aliʻite zurück, opferte eine Kokosnuss und wartete vier Tage. Am fünften Tag zog ein gewaltiger Sturm über dem Meer auf und aus Richtung Ulawa rollten vier hohe Wellen heran, die Teonimanu bis zu den Wipfeln der Kokospalmen überspülten. Gleich danach folgten vier weitere, gigantische Wellen von Guadalcanal, die die gesamte Insel tief im Meer versenkten. Einige Einwohner von Teonimanu konnten sich auf Baumstämme retten und trieben zu den Inseln Ulawa und Makira („San Christoval“), aber es waren nur wenige. Kalitaalu ertrank und mit ihm Sauwete.

## Die Fakten
Diese und ähnlich lautende Legenden über Teonimanu kursieren auf mehreren Inseln der Zentral-Salomonen: Ulawa, Malaita, Makira und sogar auf dem weiter südlich gelegenen Owaraha. Inzwischen nehmen Wissenschaftler Erzählungen von versunkenen Inseln im Pazifik durchaus ernst und gehen von einem wahren Kern aus. Sie werden als Erinnerung an katastrophale Ereignisse betrachtet, die sich in den Überlieferungen und Weltbildern der Menschen festgesetzt haben. Im Pazifischen Feuerring ist der Untergang und die Entstehung von Inseln kein seltenes Ereignis und in neuerer Zeit mehrfach beobachtet und wissenschaftlich dokumentiert worden. Einige Beispiele sind: Fonuafoou, Hunga Tonga-Hunga Haʻapai und East Island in den French Frigate Shoals. Ursächlich dafür sind vulkanische Aktivitäten, aber auch schwere Stürme und Tsunamis.
Einen Hinweis, der möglicherweise auf die tatsächliche Existenz von Teonimanu hindeutet, liefert das Logbuch von Hernando Gallego, dem Navigator auf Alvaro de Mendaña de Neyras Schiff Los Reyes. Unter dem Datum vom 2. Juni 1568 schreibt er:

„And, having all embarked to go on, there came a great wind from the north-east, which took us to the headland of Santiago, whence we saw a large island to the southwest, which runs south-west, west-south-west, or northwest. It was 18 leagues distant. It is in the latitude of 10 ½ degrees south of the Equinoctial. This island is four leagues from the island of Guadalcanal. We named it the island of San Urban. On account of the illness of myself and several soldiers, we did not go on, but keeping away to leeward, we arrived at the island of Guadalcanal.
Und als wir uns alle eingeschifft hatten, um weiterzufahren, kam ein starker Wind aus Nordosten auf, der uns zur Landzunge von Santiago [offenbar ist die Nordküste von Makaira gemeint] brachte, von wo aus wir im Südwesten eine große Insel erblickten, die sich nach Südwest, Westsüdwest oder Nordwest ausdehnt. Sie war 100 km entfernt. Sie liegt auf der Breite 10 ½ Grad südlich des Äquators. Diese Insel ist 22 km von der Insel Guadalcanal entfernt. Wir nannten sie die Insel San Urban. Wegen meiner Krankheit und der mehrerer Soldaten fuhren wir nicht weiter, sondern hielten uns in Lee und erreichten die Insel Guadalcanal.“

Einige Autoren nahmen an, Gallegos „San Urban“ könnte mit Teonimanu identisch sein:43 Das würde bedeuten, dass die Insel nach 1568 untergegangen ist. Doch diese Annahme dürfte auf einer Fehlinterpretation von Gallegos Aufzeichnungen beruhen, denn er hat vermutlich nur das Kap Surville am Südostende von Makaira gesehen, das, aus größerer Entfernung kaum wahrzunehmen, mit der Hauptinsel über eine Senke verbunden ist.:50 Eine weitere Erklärung für eine Verwechslung mit Teonimanu ist, dass Gallego dachte, Guadalcanal bestehe – von Osten her betrachtet – aus zwei verschiedenen Inseln, die durch eine schmale Meerenge getrennt sind.:XLIII
Der Inhalt der Sage von Teonimanu deutet auf einen Tsunami oder einen verheerenden Sturm mit nachfolgender Überschwemmung als Ursache des Verschwindens der Insel hin. Es ist – unabhängig von der Klimaveränderung –  nicht selten, dass Inseln des Pazifiks bei Hurrikans, Taifunen oder Zyklonen überschwemmt werden, allerdings trifft dies nur für flache Inseln aus Korallensand und -trümmern zu. Auf einigen Inseln des Tuamotu-Archipels hat man Schutzbauten auf meterhohen Betonstelzen errichtet, in die sich die Bewohner bei Stürmen flüchten können. Der Schriftsteller Robert Dean Frisbie lebte mehrere Jahre mit seinen vier Kindern auf dem abgelegene Suwarrow-Atoll im Norden der Cookinseln. Die Familie überlebte die vollständige Überflutung der Insel während eines Zyklones, indem sie sich auf Kokospalmen rettete. Das dramatische Erlebnis verarbeitete Frisbie in seinem Tatsachenroman Island of Desire. East Island, ein Motu der French Frigate Shoals, verschwand bei dem Hurrikan Walaka im Oktober 2018 vollständig unter dem Meeresspiegel, wie spätere Satellitenaufnahmen zeigten.
Patrick D. Nunn von der University of the Sunshine Coast in Queensland glaubt Beweise zu haben, dass Teonimanu einst tatsächlich existiert hat. Er macht seismische Aktivitäten und einen Tsunami dafür verantwortlich, dass die Insel unter dem Meeresspiegel versunken ist.
Cape Johnson Trench (nicht zu verwechseln mit dem Cape-Johnson-Tief), ein bis zu 5 000 m tiefer Tiefseegraben, erstreckt sich östlich eines untermeerischen Rückens, auf dem Ulawa und die Olu-Malau-Inseln (Tree Sisters) liegen. Patrick Nunn vermutet, dass der Untergang von Teonimanu, das die Legenden zwischen diesen Inseln positionieren, mit dem Einsturz eines unterseeischen Abhanges des angrenzenden Cape Johnson Trench in Verbindung steht, der von einem energiereichen Seebeben mit nachfolgendem Tsunami verursacht wurde. Solche Ereignisse sind im Umfeld der Salomonen keine Seltenheit (vergleiche zum Beispiel das Erdbeben bei den Salomonen 2007). Seismische Daten deuten darauf hin, dass es an den Seiten des Cape Johnson Trench bereits mehrere Einstürze gab.

## Lark Shoal
Lokale Überlieferungen berichten, dass Lark Shoal, ein Korallenriff, von dem bei Niedrigwasser nur einige Spitzen sichtbar sind, die Lage der verschwundenen Insel Teonimanu markiert. Lark Shoal liegt etwa in der Mitte zwischen Ulawa und Aliʻite auf der Position 9° 59' Süd, 161° 59' Ost in einer Tiefe von 1 m bis 14 m unter dem Meeresspiegel. Die untermeerische Formation ist nach HMS Lark, einem 1880 gebauten Schoner der Royal Navy, benannt. Das Schiff war der Australia Station zugeteilt und unternahm 1882 Forschungs- und Vermessungsarbeiten im Archipel der Salomonen. Der Schiffsarzt und Naturwissenschaftler Henry Brougham Guppy vermaß das Riff und stellte fest, dass „der größere Teil der Fläche aus totem Korallengestein bestand, das hier und da mit massiven Korallenköpfen gesprenkelt war“ (that the greater portion of its area consisted of dead coral-rock dotted with bosses of massive corals here and there).